# Zhytomyr

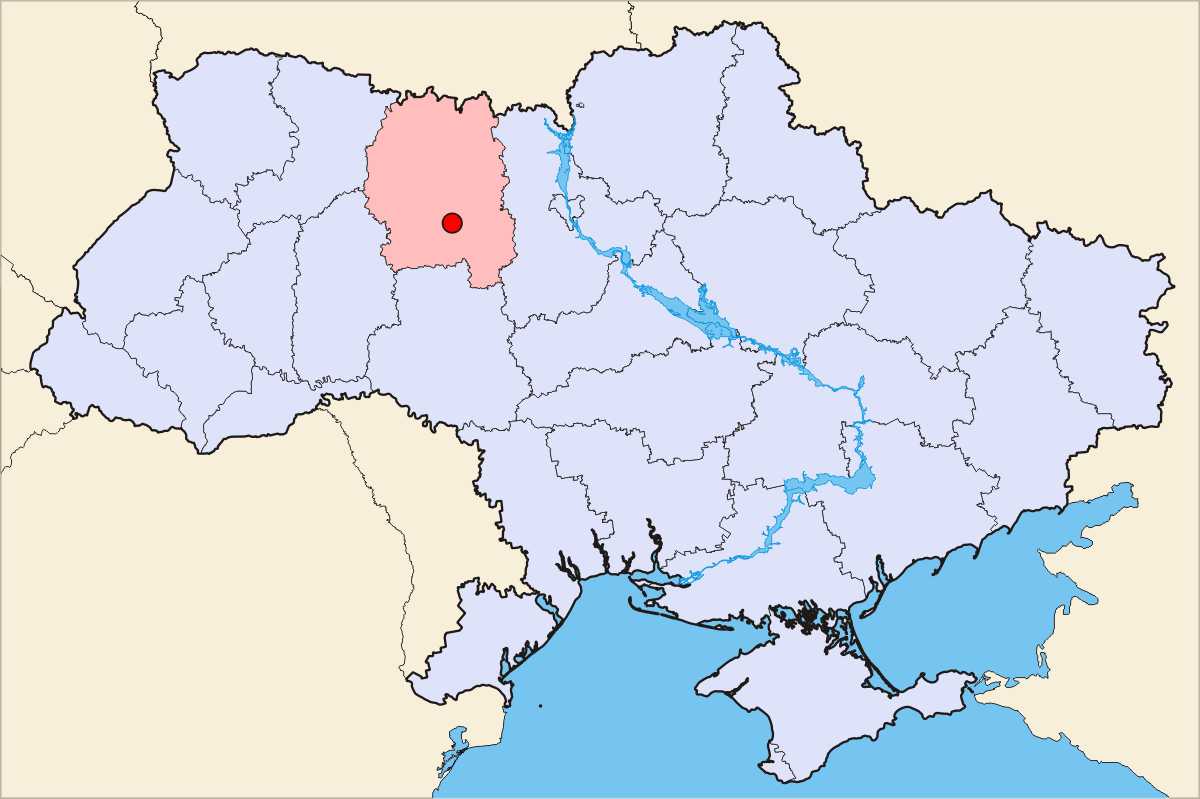
Vị trí tỉnh Zhytomyr và thành phố Zhytomyr trong Ukraine.

Zhytomyr hay Zhitomir (tiếng Ukraina và tiếng Nga: Житомир) là một thành phố tỉnh lỵ tỉnh Zhytomyr của Ukraina. Thành phố Zhytomyr có diện tích km2, dân số theo điều tra vào năm 2001 là 284.236 người. Đây là thành phố lớn nhất tỉnh Zhytomyr.

## Khí hậu
| Dữ liệu khí hậu của Zhytomyr (1981–2010)               | Dữ liệu khí hậu của Zhytomyr (1981–2010) | Dữ liệu khí hậu của Zhytomyr (1981–2010) | Dữ liệu khí hậu của Zhytomyr (1981–2010) | Dữ liệu khí hậu của Zhytomyr (1981–2010) | Dữ liệu khí hậu của Zhytomyr (1981–2010) | Dữ liệu khí hậu của Zhytomyr (1981–2010) | Dữ liệu khí hậu của Zhytomyr (1981–2010) | Dữ liệu khí hậu của Zhytomyr (1981–2010) | Dữ liệu khí hậu của Zhytomyr (1981–2010) | Dữ liệu khí hậu của Zhytomyr (1981–2010) | Dữ liệu khí hậu của Zhytomyr (1981–2010) | Dữ liệu khí hậu của Zhytomyr (1981–2010) | Dữ liệu khí hậu của Zhytomyr (1981–2010) |
| Tháng                                                  | 1                                        | 2                                        | 3                                        | 4                                        | 5                                        | 6                                        | 7                                        | 8                                        | 9                                        | 10                                       | 11                                       | 12                                       | Năm                                      |
| ------------------------------------------------------ | ---------------------------------------- | ---------------------------------------- | ---------------------------------------- | ---------------------------------------- | ---------------------------------------- | ---------------------------------------- | ---------------------------------------- | ---------------------------------------- | ---------------------------------------- | ---------------------------------------- | ---------------------------------------- | ---------------------------------------- | ---------------------------------------- |
| Cao kỉ lục °C (°F)                                     | 14.0 (57.2)                              | 17.4 (63.3)                              | 22.7 (72.9)                              | 30.0 (86.0)                              | 33.3 (91.9)                              | 35.0 (95.0)                              | 36.1 (97.0)                              | 36.2 (97.2)                              | 32.8 (91.0)                              | 26.1 (79.0)                              | 22.0 (71.6)                              | 14.1 (57.4)                              | 36.2 (97.2)                              |
| Trung bình ngày tối đa °C (°F)                         | −1.0 (30.2)                              | 0.0 (32.0)                               | 5.3 (41.5)                               | 13.7 (56.7)                              | 20.3 (68.5)                              | 22.9 (73.2)                              | 24.9 (76.8)                              | 24.3 (75.7)                              | 18.7 (65.7)                              | 12.4 (54.3)                              | 4.7 (40.5)                               | 0.0 (32.0)                               | 12.2 (54.0)                              |
| Trung bình ngày °C (°F)                                | −3.7 (25.3)                              | −3.2 (26.2)                              | 1.3 (34.3)                               | 8.4 (47.1)                               | 14.6 (58.3)                              | 17.4 (63.3)                              | 19.2 (66.6)                              | 18.4 (65.1)                              | 13.3 (55.9)                              | 7.7 (45.9)                               | 1.8 (35.2)                               | −2.5 (27.5)                              | 7.7 (45.9)                               |
| Tối thiểu trung bình ngày °C (°F)                      | −6.4 (20.5)                              | −6.2 (20.8)                              | −2.3 (27.9)                              | 3.6 (38.5)                               | 8.7 (47.7)                               | 12.0 (53.6)                              | 13.9 (57.0)                              | 12.9 (55.2)                              | 8.5 (47.3)                               | 3.6 (38.5)                               | −0.8 (30.6)                              | −4.9 (23.2)                              | 3.6 (38.5)                               |
| Thấp kỉ lục °C (°F)                                    | −35.0 (−31.0)                            | −28.0 (−18.4)                            | −25.0 (−13.0)                            | −13.2 (8.2)                              | −2.7 (27.1)                              | 1.0 (33.8)                               | 1.4 (34.5)                               | 0.0 (32.0)                               | −4.0 (24.8)                              | −10.7 (12.7)                             | −24.0 (−11.2)                            | −30.5 (−22.9)                            | −35.0 (−31.0)                            |
| Lượng Giáng thủy trung bình mm (inches)                | 31.1 (1.22)                              | 31.2 (1.23)                              | 35.1 (1.38)                              | 44.5 (1.75)                              | 59.4 (2.34)                              | 90.2 (3.55)                              | 83.3 (3.28)                              | 70.8 (2.79)                              | 59.0 (2.32)                              | 37.1 (1.46)                              | 44.7 (1.76)                              | 36.5 (1.44)                              | 622.9 (24.52)                            |
| Số ngày giáng thủy trung bình (≥ 1.0 mm)               | 7.9                                      | 7.6                                      | 7.7                                      | 7.6                                      | 8.3                                      | 10.6                                     | 9.9                                      | 7.2                                      | 8.0                                      | 6.8                                      | 8.2                                      | 8.3                                      | 98.1                                     |
| Độ ẩm tương đối trung bình (%)                         | 85.3                                     | 83.2                                     | 78.0                                     | 68.9                                     | 66.7                                     | 72.1                                     | 73.0                                     | 72.5                                     | 77.4                                     | 80.4                                     | 86.1                                     | 87.4                                     | 77.6                                     |
| Nguồn 1: Tổ chức Khí tượng Thế giới                    |                                          |                                          |                                          |                                          |                                          |                                          |                                          |                                          |                                          |                                          |                                          |                                          |                                          |
| Nguồn 2: Climatebase.ru (đo nhiệt độ tối đa/tối thiểu) |                                          |                                          |                                          |                                          |                                          |                                          |                                          |                                          |                                          |                                          |                                          |                                          |                                          |

## Thành phố kết nghĩa
- Bytom, Ba Lan
- Đạt Châu, Trung Quốc
- Kutaisi, Gruzia
- Montana, Bulgaria
- Płock, Ba Lan
- Shangla, Pakistan